# وزارة الداخلية (النمسا)
وزارة الداخلية النمساوية (بالألمانية: Bundesministerium für Inneres) بالعامية (بالألمانية: Innenministerium) اختصاراً: (BM. I)، هي وكالة حكومية اتحادية على مستوى مجلس الوزراء، تعمل كوزارة داخلية للحكومة النمساوية. وهي مسؤولة بشكل أساسي عن الحماية المدنية، ولكن أيضًا عن الشؤون المتعلقة بالجنسية و‌الانتخابات و‌الاستفتاءات والالتماسات الشعبية والخدمة المدنية البديلة. جميع وكالات تطبيق القانون في البلاد جزء من الوزارة.
غالباً ما تعتبر وزارة الداخلية بشكل غير رسمي ثاني أقوى وزارة فيدرالية، تحتل المرتبة الثانية بعد وزارة المالية. تسيطر مع وزارة الدفاع على الغالبية العظمى من المنظمات المسلحة النمساوية.
رئيسها التنفيذي هو وزير الداخلية (Bundesminister)، حالياً كارل نيهامير. في عهد الوزير يوجد الأمين العام (Generalsekretär)، حالياً بيتر جولدجروبر، الذي يشغل منصب مدير العمليات بالوكالة وثاني أعلى رتبة. يمكن اعتبار وزير الدولة، (حالياً كارولين إدستادلر، حزب الشعب النمساوي)، سلطة إشرافية (بدون سلطة تنفيذية مباشرة) لحزب الائتلاف الذي لم يحصل على منصب الوزير. الوزارة هي إحدى الوزارات القليلة التي لديها رئيس مجلس الوزراء (Kabinettchef)، وهو يشغل منصب رئيس الأركان للوزير.
تم إنشاء الوزارة في الأصل باسم «وزارة الداخلية الإمبراطورية والملكية»، حيث كانت وزارة الداخلية على نطاق الإمبراطورية النمساوية المجرية. وقد خلفه «مكتب الدولة للداخلية» (Staatsamt des Innern) التابع للجمهورية الأولى في عام 1918، ثم أُعيد تسميتها فيما بعد إلى «وزارة الداخلية الاتحادية». بعد حل ألمانيا النازية في عام 1945، أُعيد تأسيس الوزارة في شكلها الحالي.
قصر مودينا هو المقر الرئيسي للوزارة، ويقع في وسط العاصمة الفيدرالية فيينا.

## التاريخ
كانت الشؤون الداخلية للبلاد حتى عام 1848 تحت مسؤولية مستشارية المحكمة النمساوية البوهيمية التي أنشأتها الإمبراطورة ماريا تيريزا. في عام 1848 تم إنشاء الوزارة باسم وزارة الداخلية. بين عامي 1918 و 1920 كان يطلق عليها مكتب الدولة للداخلية. ثم تم دمجها مع وزارة التعليم وتم تغيير اسمها إلى مكتب الدولة ووزارة الداخلية الاتحادية والتعليم. تم دمج الجسم في الحكومة الفيدرالية في عام 1923. بعد الحرب العالمية الثانية تم تغيير اسمها إلى الاسم الحالي (وزارة الداخلية الاتحادية).

## المسؤوليات
تتولى الوكالة الفيدرالية على مستوى مجلس الوزراء مسؤولية شؤون الأمن العام و‌المواطنة والحالة المدنية بما في ذلك الأسماء القانونية و‌الانتخابات و‌الاستفتاءات و‌الالتماسات الشعبية وكذلك إدارة الطوارئ والخدمة المدنية البديلة.
كوزير للمديرية العامة للأمن العام، يتولى وزير الداخلية مسؤولية الشرطة الفيدرالية والمكتب الفيدرالي لحماية الدستور ومكافحة الإرهاب ووحدة «ايكو كوبرا» التكتيكية بالإضافة إلى المكتب الفيدرالي للشرطة الجنائية. بالإضافة إلى اختصاص المستشارة الاتحادية، فإن الوزارة مسؤولة أيضاً عن شؤون الولايات والبلديات والمؤسسات و‌صناديق الثروة السيادية.

## وصلات خارجية
- الموقع الرسمي (باللغة الألمانية)